# 史提利·丹
史提利·丹（英語：Steely Dan，別譯鋼鐵浮標）是由兩名核心成員華特·貝克（吉他、貝斯、背景和聲）和唐納·費根（鍵盤、主唱）於1972年組成的美國搖滾樂團。結合了爵士樂、傳統流行音樂、R&B、精緻的錄音室製作以及神秘而諷刺的歌詞，樂團從1970年代早期開始到1981年解散期間享有評論與商業上的成功。在他們的整個職業生涯中，這對雙人組經常與不同的錄音室樂手們錄製作品。從1974年開始他們便不再現場演出，並轉變為僅在錄音室工作的樂團。《滾石雜誌》評價他們為「70年代完美的音樂反英雄」。
樂團1981年解散後，儘管仍有著一群狂熱粉絲的關注，貝克和費根在接下來的十年內都不太活躍。自1993年回歸以來，史提利·丹一直穩步巡迴演出並發行了兩張新錄音室專輯，其中第一張專輯《Two Against Nature》讓他們贏得了葛萊美獎年度專輯。他們已經在全球銷售了超過4000萬張專輯，並於2001年3月入選搖滾名人堂。VH1在其「有史以來最偉大的100位音樂藝術家」名單中將史提利·丹排名第82位。2017年9月3日，華特·貝克因食道癌去世。

## 成員
現任成員
- 唐納·費根 – 主唱、鍵盤 (1972–1981、1993–現在)

前成員
- 華特·貝克 – 吉他、貝斯、背景和聲及主唱 (1972–1981、1993–2017；2017年去世)
- 傑夫·巴克斯特 – 吉他、背景和聲 (1972–1974)
- 丹尼·迪亞士（英语：Denny Dias） – 吉他 (1972–1974，但持續為專輯錄製貢獻到1977年)
- 吉姆·哈德（英语：Jim Hodder (musician)） – 爵士鼓、背景和聲及主唱 (1972–1974；1990年去世)
- 大衛·帕瑪（英语：David Palmer (vocalist)） – 背景和聲及主唱 (1972–1973)
- 羅伊斯·瓊斯（英语：Royce Jones） – 背景和聲及主唱、打擊樂器 (1973–1974)
- 麥可·麥克唐納（英语：Michael McDonald (musician)） – 鍵盤、背景和聲 (1974，但持續為專輯錄製貢獻到1980年)
- 傑夫·波爾卡羅（英语：Jeff Porcaro） – 爵士鼓 (1974，但持續為專輯錄製貢獻到1980年；1992年去世)

### 時間線
註釋：儘管自1974年開始貝克和費根是唯二的官方正式成員，但迪亞士、麥克唐納和波爾卡羅仍以錄音室樂手身分為專輯錄製貢獻到1980年。

## 作品列表
錄音室專輯
- 《Can't Buy a Thrill（英语：Can't Buy a Thrill）》（1972年11月）
- 《Countdown to Ecstasy（英语：Countdown to Ecstasy）》（1973年7月）
- 《Pretzel Logic（英语：Pretzel Logic）》（1974年2月20日）
- 《Katy Lied（英语：Katy Lied）》（1975年3月）
- 《The Royal Scam（英语：The Royal Scam）》（1976年5月31日）
- 《Aja（英语：Aja (album)）》（1977年9月23日）
- 《Gaucho（英语：Gaucho (album)）》（1980年11月21日）
- 《Two Against Nature（英语：Two Against Nature）》（2000年2月29日）
- 《Everything Must Go（英语：Everything Must Go (Steely Dan album)）》（2003年6月10日）

## 外部連結
- 官方网站